# Eslovênia nos Jogos Olímpicos de Inverno de 2010

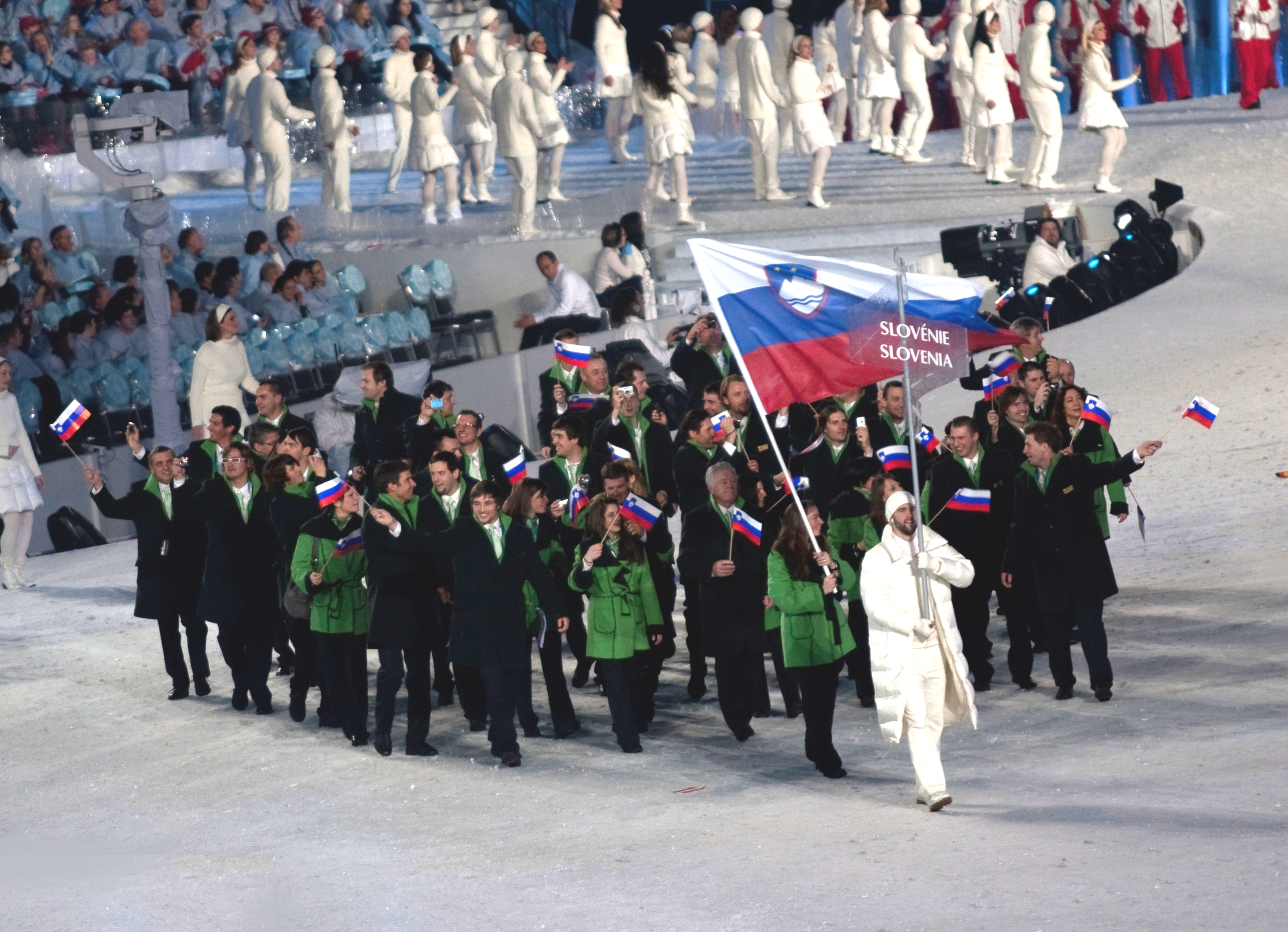
Delegação eslovena durante a cerimônia de abertura

A Eslovênia participou dos Jogos Olímpicos de Inverno de 2010, realizados em Vancouver, no Canadá. Foi a sexta aparição do país em Olimpíadas de Inverno.

### 

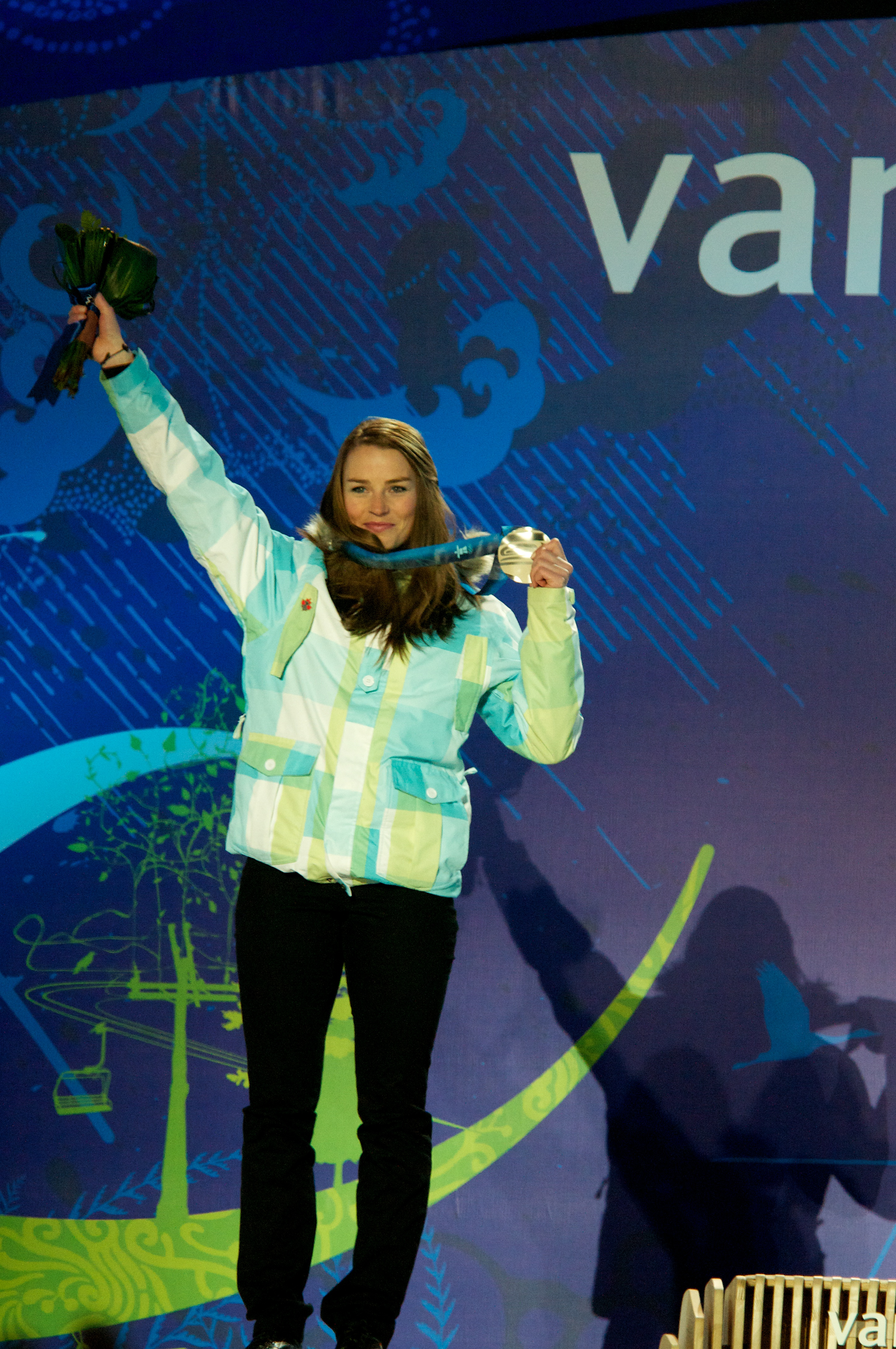
Tina Maze conquistou duas medalhas de prata.

## Medalhas
| Atleta       | Esporte             | Evento                         | Medalha |
| ------------ | ------------------- | ------------------------------ | ------- |
| Tina Maze    | Esqui alpino        | Super-G feminino               | Prata   |
| Tina Maze    | Esqui alpino        | Slalom gigante feminino        | Prata   |
| Petra Majdič | Esqui cross-country | Velocidade individual feminino | Bronze  |

## Desempenho

### Biatlo
Masculino
| Atleta                                           | Evento                | Tempo     | Penalties (P+S) | Pos. |
| ------------------------------------------------ | --------------------- | --------- | --------------- | ---- |
| Janez Marič                                      | Velocidade 10km       | 26:12.5   | 2 (1+1)         | 27º  |
| Janez Marič                                      | Perseguição 12,5km    | 37:28.4   | 5 (0+1+3+1)     | 47º  |
| Janez Marič                                      | Individual 20km       | 54:46.4   | 5 (1+2+1+1)     | 62º  |
| Klemen Bauer                                     | Velocidade 10km       | 24:25.2   | 1 (0+1)         | 4º   |
| Klemen Bauer                                     | Perseguição 12,5km    | 34:33.8   | 1 (1+0+2+2)     | 9º   |
| Klemen Bauer                                     | Individual 20km       | 52:43.9   | 3 (0+2+0+1)     | 32º  |
| Klemen Bauer                                     | Largada coletiva 15km | 38:16.9   | 5 (2+0+0+3)     | 28º  |
| Peter Dokl                                       | Velocidade 10km       | 27:21.0   | 0               | 58º  |
| Peter Dokl                                       | Perseguição 12,5km    | LAP       | 5 (0+3+2+ )     | DNF  |
| Peter Dokl                                       | Individual 20km       | 56:41.9   | 2 (2+0+0+0)     | 75º  |
| Vasja Rupnik                                     | Velocidade 10km       | 27:20.8   | 3 (0+3)         | 57º  |
| Vasja Rupnik                                     | Perseguição 12,5km    | 41:59.3   | 11 (1+2+4+4)    | 59º  |
| Vasja Rupnik                                     | Individual 20km       | 53:49.8   | 4 (1+1+1+1)     | 49º  |
| Peter Dokl Klemen Bauer Vasja Rupnik Janez Marič | Revezamento 4x7,5km   | 1.29:52.4 | 06 3+10         | 17º  |

Feminino
| Atleta                                                              | Evento                  | Tempo     | Penalties (P+S) | Pos. |
| ------------------------------------------------------------------- | ----------------------- | --------- | --------------- | ---- |
| Andreja Mali                                                        | Velocidade 7,5km        | 21:32.6   | 0               | 31ª  |
| Andreja Mali                                                        | Perseguição 10km        | 33:53.9   | 2 (1+0+1+0)     | 33ª  |
| Andreja Mali                                                        | Individual 15km         | 43:14.4   | 0               | 19ª  |
| Andreja Mali                                                        | Largada coletiva 12,5km | 38:53.9   | 4 (0+2+0+2)     | 26ª  |
| Dijana Ravnikar                                                     | Velocidade 7,5km        | 21:49.7   | 1 (0+1)         | 37ª  |
| Dijana Ravnikar                                                     | Perseguição 10km        | 34:02.7   | 1 (0+0+1+0)     | 39ª  |
| Dijana Ravnikar                                                     | Individual 15km         | 44:27.4   | 2 (1+0+0+1)     | 35ª  |
| Tadeja Brankovič-Likožar                                            | Velocidade 7,5km        | 23:13.3   | 4 (1+3)         | 75ª  |
| Tadeja Brankovič-Likožar                                            | Individual 15km         | 47:09.5   | 4 (1+1+2+0)     | 63ª  |
| Teja Gregorin                                                       | Velocidade 7,5km        | 20:29.2   | 0               | 9ª   |
| Teja Gregorin                                                       | Perseguição 10km        | 31:38.6   | 2 (0+0+1+1)     | 9ª   |
| Teja Gregorin                                                       | Individual 15km         | 35:49.0   | 1 (0+0+0+1)     | 5ª   |
| Teja Gregorin                                                       | Largada coletiva 12,5km | 44:29.1   | 3 (0+1+0+2)     | 36ª  |
| Dijana Ravnikar Andreja Mali Tadeja Brankovič-Likozar Teja Gregorin | Revezamento 4x6km       | 1:12:02.4 | 0+4 0+2         | 8ª   |

### Combinado nórdico
Masculino
| Atleta        | Evento            | Salto de esqui | Salto de esqui | Cross-country | Cross-country | Cross-country |
| Atleta        | Evento            | Pts            | Pos.           | Déficit       | Tempo         | Pos.          |
| ------------- | ----------------- | -------------- | -------------- | ------------- | ------------- | ------------- |
| Gašper Berlot | Pista normal 10km | 119.5          | 13°            | +1:04         | 28:19.5       | 37°           |
| Gašper Berlot | Pista longa 10km  | 89.2           | 32º            | +2:31         | 29:28.9       | 41°           |
| Mitja Oranič  | Pista normal 10km | 108.0          | 36°            | +1:50         | 27:38.3       | 31°           |
| Mitja Oranič  | Pista longa 10km  | 88.5           | 33º            | +2:34         | 30:16.1       | 41°           |

### Esqui alpino
Masculino
| Atleta         | Evento         | Corrida 1        | Corrida 2    | Total   | Pos. |
| -------------- | -------------- | ---------------- | ------------ | ------- | ---- |
| Aleš Gorza     | Slalom gigante | 1:17.95          | 1:21.26      | 2:39.21 | 10º  |
| Aleš Gorza     | Super-G        | 1:31.07          |              | 1:31.07 | 11°  |
| Andrej Jerman  | Downhill       | 1:56.35          |              | 1:56.35 | 28º  |
| Andrej Jerman  | Combinado      | Downhill 1:56.03 | Slalom 54.81 | 2:50.84 | 27°  |
| Andrej Jerman  | Super-G        | DNF              | DNF          | DNF     | DNF  |
| Andrej Križaj  | Downhill       | 1:57.72          |              | 1:57.72 | 37º  |
| Andrej Križaj  | Combinado      | DNF              | DNF          | DNF     | DNF  |
| Andrej Križaj  | Slalom gigante | 1:20.48          | 1:23.74      | 2:44.22 | 33º  |
| Andrej Križaj  | Super-G        | DSQ              | DSQ          | DSQ     | DSQ  |
| Andrej Šporn   | Downhill       | DNF              | DNF          | DNF     | DNF  |
| Andrej Šporn   | Combinado      | DNF              | DNF          | DNF     | DNF  |
| Andrej Šporn   | Slalom gigante | 1:19.19          | 1:21.86      | 2:41.05 | 25º  |
| Andrej Šporn   | Super-G        | 1:31.58          |              | 1:31.58 | 18°  |
| Bernard Vajdič | Slalom         | DNF              | DNF          | DNF     | DNF  |
| Janez Jazbec   | Slalom gigante | 1:18.92          | 1:21.04      | 2:39.96 | 19º  |
| Matic Skube    | Slalom         | DNF              | DNF          | DNF     | DNF  |
| Mitja Dragšič  | Slalom         | DNF              | DNF          | DNF     | DNF  |
| Mitja Valenčič | Slalom         | 48.22            | 52.13        | 1:40.35 | 6º   |
| Rok Perko      | Downhill       | 1:55.26          |              | 1:55.26 | 14º  |

Feminino
| Atleta      | Evento         | Corrida 1        | Corrida 2    | Total   | Pos.             |
| ----------- | -------------- | ---------------- | ------------ | ------- | ---------------- |
| Ana Drev    | Slalom         | DNF              | DNF          | DNF     | DNF              |
| Ana Drev    | Slalom gigante | 1:17.63          | 1:11.20      | 2:28.83 | 19ª              |
| Maruša Ferk | Downhill       | 1:48.24          |              | 1:48.24 | 20ª              |
| Maruša Ferk | Combinado      | Downhill 1:26.15 | Slalom 46.83 | 2:12.98 | 15ª              |
| Maruša Ferk | Slalom         | 53.20            | 53.83        | 1:47.03 | 23ª              |
| Maruša Ferk | Super-G        | DNF              | DNF          | DNF     | DNF              |
| Tina Maze   | Downhill       | 1:47.94          |              | 1:47.94 | 8ª               |
| Tina Maze   | Combinado      | Downhill 1:25.97 | Slalom 44.56 | 2:10.53 | 5ª               |
| Tina Maze   | Slalom         | 52.28            | 52.81        | 1:45.09 | 9ª               |
| Tina Maze   | Slalom gigante | 1:15.39          | 1:11.76      | 2:27.15 | Medalha de prata |
| Tina Maze   | Super-G        | 1:20.63          |              | 1:20.63 | Medalha de prata |

### Esqui cross-country
Feminino
| Atleta                                                | Evento                             | Qualificação     | Qualificação | Quartas de final | Quartas de final | Semifinais    | Semifinais  | Final       | Final             |
| Atleta                                                | Evento                             | Tempo            | Pos.         | Tempo            | Pos.             | Tempo         | Pos.        | Tempo       | Pos.              |
| ----------------------------------------------------- | ---------------------------------- | ---------------- | ------------ | ---------------- | ---------------- | ------------- | ----------- | ----------- | ----------------- |
| Anja Eržen                                            | Perseguição combinada (2 x 7,5 km) | Clássico 24:18.5 | 58ª          | Pit-stop 30.0    |                  | Livre 23:34.4 | 62ª         | 48:22.9     | 59ª               |
| Barbara Jezeršek                                      | 10 km livre                        |                  |              |                  |                  |               |             | 27:17.3     | 40ª               |
| Barbara Jezeršek                                      | Perseguição combinada (2 x 7,5 km) | Clássico 22:16.2 | 26ª          | Pit-stop 24.1    |                  | Livre 19:36.7 | 17ª         | 42:17.0     | 17ª               |
| Katja Visnar                                          | Velocidade                         | 3:44.10          | 7ª           | 3:43.5           | 4ª               | Não avançou   | Não avançou | Não avançou | Não avançou       |
| Petra Majdič                                          | Velocidade                         | 3:47.84          | 19ª          | 3:40.2           | 1ª               | 3:41.2        | 4ª          | 3:41.0      | Medalha de bronze |
| Vesna Fabjan                                          | Velocidade                         | 3:48.40          | 21ª          | 3:43.7           | 5ª               | Não avançou   | Não avançou | Não avançou | Não avançou       |
| Vesna Fabjan                                          | 10 km livre                        |                  |              |                  |                  |               |             | 26:51.6     | 33ª               |
| Katja Visnar Vesna Fabjan                             | Velocidade por equipes             |                  |              |                  |                  | 18:58.9       | 5ª          | Não avançou | Não avançou       |
| Anja Erzen Katja Visnar Vesna Fabjan Barbara Jezeršek | Revezamento 4x5 km                 |                  |              |                  |                  |               |             | 59:47.5     | 14ª               |

### Esqui estilo livre
Masculino
| Atleta       | Evento    | Preliminar | Preliminar | Oitavas | Quartas | Semifinal | Final                   | Final |
| Atleta       | Evento    | Tempo      | Pos.       | Posição | Posição | Posição   | Posição                 | Pos.  |
| ------------ | --------- | ---------- | ---------- | ------- | ------- | --------- | ----------------------- | ----- |
| Filip Flisar | Ski cross | 1:13.46    | 7°         | 1º      | 2º      | 4º        | Decisão do 5º lugar DNF | 8º    |

Feminino
| Atleta        | Evento | Preliminar | Preliminar | Final       | Final       |
| Atleta        | Evento | Pontos     | Pos.       | Pontos      | Pos.        |
| ------------- | ------ | ---------- | ---------- | ----------- | ----------- |
| Nina Bednarik | Moguls | 13.79      | 26ª        | Não avançou | Não avançou |

| Atleta     | Evento    | Preliminar | Preliminar | Oitavas | Quartas | Semifinal   | Final       | Final       |
| Atleta     | Evento    | Tempo      | Pos.       | Posição | Posição | Posição     | Posição     | Pos.        |
| ---------- | --------- | ---------- | ---------- | ------- | ------- | ----------- | ----------- | ----------- |
| Sasa Faric | Ski cross | 1:20.01    | 16ª        | 2º      | 4º      | Não avançou | Não avançou | Não avançou |

### Luge
Masculino
| Atleta         | Corrida 1 | Pos.  | Corrida 2         | Pos.      | Corrida 3         | Pos.      | Corrida 4         | Pos.      | Tempo final | Posição final |
| -------------- | --------- | ----- | ----------------- | --------- | ----------------- | --------- | ----------------- | --------- | ----------- | ------------- |
| Domen Pociecha | 49.340 -  | 27º - | 49.457 (1:38.797) | 26º (26º) | 49.587 (2:28.384) | 28º (27º) | 49.362 (3:17.746) | 27º (27°) | 3:17.746    | 27º           |

### Patinação artística
| Atleta         | Evento               | Programa curto | Programa curto | Programa longo | Programa longo | Total  | Total |
| Atleta         | Evento               | Pontos         | Pos.           | Pontos         | Pos.           | Pontos | Pos.  |
| -------------- | -------------------- | -------------- | -------------- | -------------- | -------------- | ------ | ----- |
| Teodora Poštič | Individual feminino  | 43.80          | 27ª            | Não avançou    | Não avançou    | 43.80  | 27ª   |
| Gregor Urbas   | Individual masculino | 53.02          | 27º            | Não avançou    | Não avançou    | 53.02  | 27º   |

### Salto de esqui
| Atleta                                              | Evento                  | Preliminar | Preliminar | 1ª rodada | 1ª rodada | Final       | Final       | Final |
| Atleta                                              | Evento                  | Pontos     | Pos.       | Pontos    | Pos.      | Pontos      | Total       | Pos.  |
| --------------------------------------------------- | ----------------------- | ---------- | ---------- | --------- | --------- | ----------- | ----------- | ----- |
| Jernej Damjan                                       | Pista normal individual | 126.5      | 15°        | 108.0     | 38º       | Não avançou | Não avançou | 38º   |
| Jernej Damjan                                       | Pista longa individual  | 121.1      | 23°        | 89.7      | 33º       | Não avançou | Não avançou | 33°   |
| Mitja Mežnar                                        | Pista longa individual  | 101.0      | 39°        | 99.7      | 39º       | 98.8        | 198.5       | 29º   |
| Peter Prevc                                         | Pista normal individual | 127.0      | 13°        | 124.0     | 13°       | 135.0       | 259.0       | 7°    |
| Peter Prevc                                         | Pista longa individual  | 122.1      | 21°        | 111.6     | 14º       | 110.7       | 222.3       | 16°   |
| Primož Pikl                                         | Pista normal individual | 116.5      | 27°        | 117.5     | 25°       | 117.0       | 234.5       | 24°   |
| Robert Kranjec                                      | Pista normal individual | PQ         | PQ         | 129.0     | 6°        | 130.5       | 259.5       | 6°    |
| Robert Kranjec                                      | Pista longa individual  | PQ         | PQ         | 99.3      | 27°       | 134.4       | 233.7       | 9°    |
| Primoz Pikl Mitja Mežnar Peter Prevc Robert Kranjec | Pista longa por equipes |            |            | 472.2     | 8º        | 486.6       | 958.8       | 8º    |

### Skeleton
Masculino
| Atleta      | Corrida 1 | Pos.  | Corrida 2       | Pos.      | Corrida 3       | Pos.      | Corrida 4   | Pos.        | Tempo final | Posição final |
| ----------- | --------- | ----- | --------------- | --------- | --------------- | --------- | ----------- | ----------- | ----------- | ------------- |
| Anže Šetina | 54.50 -   | 23º - | 54.35 (1:48.85) | 23º (23º) | 53.75 (2:42.60) | 20º (21º) | Não avançou | Não avançou | 2:42.60     | 21º           |

### Snowboard
Masculino
| Atleta           | Evento                  | Qualificação | Qualificação | Oitavas               | Quartas                   | Semifinal                      | Final                            | Final       |
| Atleta           | Evento                  | Tempo        | Pos.         | Adversário Tempo      | Adversário Tempo          | Adversário Tempo               | Adversário Tempo                 | Pos.        |
| ---------------- | ----------------------- | ------------ | ------------ | --------------------- | ------------------------- | ------------------------------ | -------------------------------- | ----------- |
| Izidor Sustersic | Slalom gigante paralelo | 1:22.01      | 25º          | Não avançou           | Não avançou               | Não avançou                    | Não avançou                      | Não avançou |
| Rok Marguc       | Slalom gigante paralelo | 1:21.09      | 23º          | Não avançou           | Não avançou               | Não avançou                    | Não avançou                      | Não avançou |
| Rok Flander      | Slalom gigante paralelo | 1:18.64      | 15º          | FRA S. Dufour V -1.65 | CAN J-J. Anderson D +7.02 | Consolação SUI S. Schoch D DNS | Consolação USA C. Klug D DNS     | 8º          |
| Zan Kosir        | Slalom gigante paralelo | 1:18.31      | 12º          | ITA A. March V -2.27  | AUT B. Karl D DSQ         | Consolação USA C. Klug V -1.71 | Consolação SUI S. Schoch D +0.92 | 6º          |

| Atleta     | Evento          | Qualificação | Qualificação | Oitavas | Quartas     | Semifinal   | Final       | Final       |
| Atleta     | Evento          | Tempo        | Pos.         | Posição | Posição     | Posição     | Posição     | Pos.        |
| ---------- | --------------- | ------------ | ------------ | ------- | ----------- | ----------- | ----------- | ----------- |
| Rok Rogeij | Snowboard cross | 1:23.37      | 22º          | 4º      | Não avançou | Não avançou | Não avançou | Não avançou |

Feminino
| Atleta      | Evento   | Qualificação | Qualificação | Qualificação | Semifinal | Semifinal | Semifinal | Final       | Final       | Final       |
| Atleta      | Evento   | Corrida 1    | Corrida 2    | Pos.         | Corrida 1 | Corrida 2 | Pos.      | Corrida 1   | Corrida 2   | Pos.        |
| ----------- | -------- | ------------ | ------------ | ------------ | --------- | --------- | --------- | ----------- | ----------- | ----------- |
| Cilka Sadar | Halfpipe | 18.2         | 26.8         | 18º          | 30.1      | 21.5      | 11ª       | Não avançou | Não avançou | Não avançou |

| Atleta         | Evento                  | Preliminar | Preliminar | Quartas          | Semifinal        | Final            | Final       |             |
| Atleta         | Evento                  | Tempo      | Pos.       | Adversário Tempo | Adversário Tempo | Adversário Tempo | Pos.        |             |
| -------------- | ----------------------- | ---------- | ---------- | ---------------- | ---------------- | ---------------- | ----------- | ----------- |
| Glorija Kotnik | Slalom gigante paralelo | 46.44      | 27º        | Não avançou      | Não avançou      | Não avançou      | Não avançou | Não avançou |

Legenda
| Recorde mundial      | Recorde mundial (World record)               |                       | Recorde africano                      | Recorde africano (African) |                                           | Q | Classificado por posição (Qualified) |
| Recorde olímpico     | Recorde olímpico (Olympic record)            | Recorde da América    | Recorde da América (Americas)         | q                          | Classificado por melhor tempo (Qualified) |   |                                      |
| Melhor marca do ano  | Melhor marca do ano (World leading)          | Recorde asiático      | Recorde asiático (Asian)              | DNS                        | Não largou (Did not start)                |   |                                      |
| Recorde nacional     | Recorde nacional (National record)           | Recorde europeu       | Recorde europeu (European)            | DNF                        | Não terminou (Did not finish)             |   |                                      |
| Recorde pessoal      | Recorde pessoal do atleta (Personal best)    | Recorde da Oceania    | Recorde da Oceania (Oceania)          | DSQ / DQ                   | Desclassificado (Disqualified)            |   |                                      |
| Recorde da temporada | Recorde da temporada do atleta (Season best) | Recorde sul-americano | Recorde sul-americano (South America) | NM                         | Sem marca (No mark)                       |   |                                      |